# Auldearn
Auldearn (Schots-Gaelisch: Allt Èireann) is een dorp ongeveer 3 kilometer ten oosten van Nairn in de Schotse lieutenancy Nairn in het raadsgebied Highland met 535 inwoners.